# François Parisien
François Parisien (Repentigny, 27 aprile 1982) è un ex ciclista su strada canadese, professionista dal 2002 al 2013.

## Carriera
Ha ottenuto diversi piazzamenti e alcune vittorie di rilievo, tra cui il titolo nazionale in linea e una tappa alla Volta Ciclista a Catalunya 2013.
Al termine della stagione 2013 annuncia il ritiro dall'attività agonistica.

## Palmarès
- 2005

Campionati canadesi, Prova in linea
- 2009

7ª tappa Vuelta a Cuba
- 2010

2ª tappa Vuelta Mexico
- 2012

Classifica generale Tour of Elk Grove
- 2013

5ª tappa Volta Ciclista a Catalunya

## Piazzamenti

### Classiche monumento
- Liegi-Bastogne-Liegi

2013: ritirato
- Giro di Lombardia

2013: ritirato

### Competizioni mondiali
- Campionati del mondo

Plouay 2000 - In linea Juniors: 45º
Verona 2004 - In linea Under-23: 27º
Madrid 2005 - In linea: ritirato
Limburgo 2012 - In linea: 110º
Toscana 2013 - In linea Elite: ritirato